# Miguel Ángel Ferriz
Miguel Ángel Ferriz (Cidade do México, 19 de junho de 1950 — Cidade do México, 6 de fevereiro de 2013) é um ator e cantor mexicano.

## Filmografia

### Televisão
- La loba (2010) ... Alejandro Alcázar
- A cada quien su santo (2009)
- Agua y aceite (2002) … Luis Vega.
- Lo que callamos las mujeres (2001)
- Amores... querer con alevosía (2001) … Arturo Morales.
- La chacala (1998) … Gustavo.
- Tenías que ser tú   (1992-1993) … Adán Mejía.
- La mujer que llegaba a las seis (1992) … Pepe.
- Yo compro esa mujer (1990) … Oscar de Malter.
- Hora Marcada (1989)
- Encadenados  (1986) … Eduardo Valdecasas.
- Cautiva  (1986) … Gilberto.
- Abandonada (1985) … Mario Alberto.
- La fiera  (1983) … Rolando Miranda.
- En busca del paraíso (1982) … Alberto.
- Por amor (1982)
- El derecho de nacer (1981) … Osvaldo Martínez.
- Secreto de confesión (1980)
- Añoranza (1979)
- Amor prohibido (1979)
- Una mujer (1978) … Beto.
- La venganza (1977) … José Luis.
- Ana del aire (1973) … Mesero.

### Cinema
- Morirse está en Hebreo (2007) … Comisario.
- El Búfalo de la Noche (2007)... Pai de Manuel.
- En el paraíso no existe el dolor (1995) … Marcos.
- Sabor a mí (1988)
- Siempre en domingo (1984)
- El tonto que hacía milagros (1984) … Mariano Castillo.
- Noche de carnaval (1984) … Pepe.
- Preparatoria (1983)
- El día que murió Pedro Infante (1982)
- Ángela Morante, ¿crimen o suicidio? (1981) … Julio Alcántara.
- Las mujeres de Jeremías (1981) … Miguel.
- Adriana del Rio, actriz (1979)
- Los indolentes (1979) … Rosendo Castrejón Alday.
- Crónica íntima (1979)
- Naufragio (1978)
- Los triunfadores (1978)
- La Casta Divina (1977) … Panelio Peón.
- El mar (1977)
- Cuartelazo (1977) … Ricardo.
- Chicano (1976)
- Supervivientes de los Andes  (1976)
- Lo mejor de Teresa (1976) … Camerino.
- El cumpleaños del perro (1975) … Toño.
- Tívoli (1975)
- El llanto de la tortuga (1975) … Jovem na praia.

### Teatro
- El viaje de un largo día hacia la noche
- Loco amor
- Huérfanos